# Marcelo Jelen
Marcelo Jelen (Montevideo, 7 de julio de 1964 - Íb., 24 de julio de 2014) fue un periodista uruguayo, reconocido por sus columnas en el periódico la diaria.

## Vida
Comenzó sus estudios universitarios en 1983 en la Facultad de Derecho de la Universidad de la República, abandonándolos luego. Años más tarde, estudió Periodismo en la Universidad Católica, carrera que también dejó inconclusa. Hasta 1993, trabajó en los diarios La República y El Observador y la revista Guambia. Luego se dedicó a trabajos de traducción y edición en la agencia de noticias IPS.

Publicó la obra "Traficantes de realidad: ensayo sobre periodismo" en 1997, editada por él mismo. Según Marcelo Pereira, 
"En ese libro, que pasó bastante inadvertido en su momento pero se ha ido incorporando a las bibliografías universitarias, exhibía el resultado de varias capacidades notables: la de revisar enormes cantidades de información; la de identificar en ellas datos que señalaran el centro de las cuestiones; la de transmitir sus reflexiones con una escritura elegante, ágil y filosa."
Fue docente de la Universidad ORT y trabajó como periodista y columnista de la diaria desde su fundación hasta su fallecimiento.

### Reconocimientos
Desde 2016, gracias a la iniciativa de Cotidiano Mujer, se creó el Premio Nacional de Prensa Escrita Marcelo Jelen organizado por dicho colectivo, Unesco, ONU Mujeres y la Asociación de la Prensa Uruguaya (APU). Esta propuesta busca premiar las producciones periodísticas que "aporten a desarticular el pensamiento único, promuevan la diversidad y la no discriminación".